# Сантос, Андерсон
Андерсон Сантос Барбоса (порт.-браз. Anderson Santos Barbosa; 17 марта 1999) — бразильский футболист, нападающий клуба «Барра».

## Карьера
Профессиональную карьеру начал в 2020 году в составе клуба «Ботев» Пловдив. 6 июня 2020 года в матче против клуба «Ботев» Враца дебютировал в чемпионете Болгарии.
В июле 2020 года подписал контракт с клубом «Македония Джёрче Петров».
В марте 2023 года перешёл в казахстанский клуб «Хан-Тенгри».

## Клубная статистика
| Игровая карьера | Игровая карьера         | Игровая карьера | Лига | Лига | Кубок | Кубок | Межд. | Межд. | СК | СК |
| --------------- | ----------------------- | --------------- | ---- | ---- | ----- | ----- | ----- | ----- | -- | -- |
| 2019/20         | Ботев (Пловдив)         | А               | 4    | 1    | 1     | 0     | —     | —     | —  | —  |
| 2020/21         | Македония Джёрче Петров | А               | 10   | 0    | 1     | 1     | —     | —     | —  | —  |
| 2020/21         | Беласица (Струмица)     | А               | 6    | 0    | —     | —     | —     | —     | —  | —  |
| 2023            | Хан-Тенгри              | Б               | 6    | 0    | 2     | 0     | —     | —     | —  | —  |